# Flustra nordenskjoldi
Flustra nordenskjoldi är en mossdjursart som beskrevs av Arnold Girard Kluge 1929. Flustra nordenskjoldi ingår i släktet Flustra och familjen Flustridae. Inga underarter finns listade i Catalogue of Life.